# دائرة أولاد عنتر
دائرة أولاد عنتر إحدى دوائر ولاية المدية الجزائرية. عاصمتها هي أولاد عنتر وتضم بلديات: 
- أولاد عنتر
- أولاد هلال
- بوغار
- أولاد عنتر هي الاسم الجديد للبلدية حيث كانت تسمى سابقا أولاد هلال وفي التقسيم الإداري الذي حصل في الثمانينات صنفت فرقة اولاد هلال كبلدية وحولت لها جميع السجلات في ذلك الوقت وسميت البلدية الحالية باسم اولاد عنتر وهي تتكون من نسيج سكاني مقسم إلى عدة اماكن منها:

1- دوار الحمرة
2-دوار بارين
3-دوار اولاد سهيل
4- دوار سبعة رقود
5- دوار الزواهي
6- دوار قلابة
7- دوار الطوالب
8- دوار العمش
9- دوار القبلية
10- دوار الضوافلية
11- دوار ياسول او اولاد علية
12- دوار البازرية
هي منطقة رعوية فلاحية من الدرجة الأولى.
مع العلم انها منطقة سياحية بامتياز وهذا لمناظرها الخلابة والغابات المختلفة من الصنوبر وشجر البلوط والعرعار، الضرو، الزبوج، وهناك اشاجر كثيرة ومختلفة فيها منابع المياه العذبة واشهرها منبع تازروت مائه عذب وصافي يقصده الزوار من جميع انحاء الولاية وحتى الولايات المجاورة واسمه مستمد من كلمة امازيغية ومعناها الجبل الحجري   (الروشي).